# Antoni Melissa
Antoni Melissa (en llatí Antonius Melissa) és el nom donat a un monjo grec que va viure cap al segle xi i va escriure una compilació de sentències morals anomenades Loci Communes.
No se sap res d'Antonius. El cognom tradicionalment aplicat a ell, Melissa ("l'abella"), sembla haver estat, de fet, el títol original del seu recull de sentències. La compilació és una col·lecció de frases sobre virtuts i vicis. És similar a una altra obra també anomenada Loci Communes, que s'atribueix a Màxim el Confessor però que en realitat és d'un autor anònim. Les dues obres contenen extractes de sentències dels primers pares de l'església, i cites d'autors jueus i pagans anteriors. Les dues obres han estat impreses amb freqüència, i sovint s'incloïen al final de les edicions dels Extractes d'Estobeu. Antoni Melissa És posterior a Teofilacte, perquè apareix esmentat a la seva obra.